# Katie McGrath

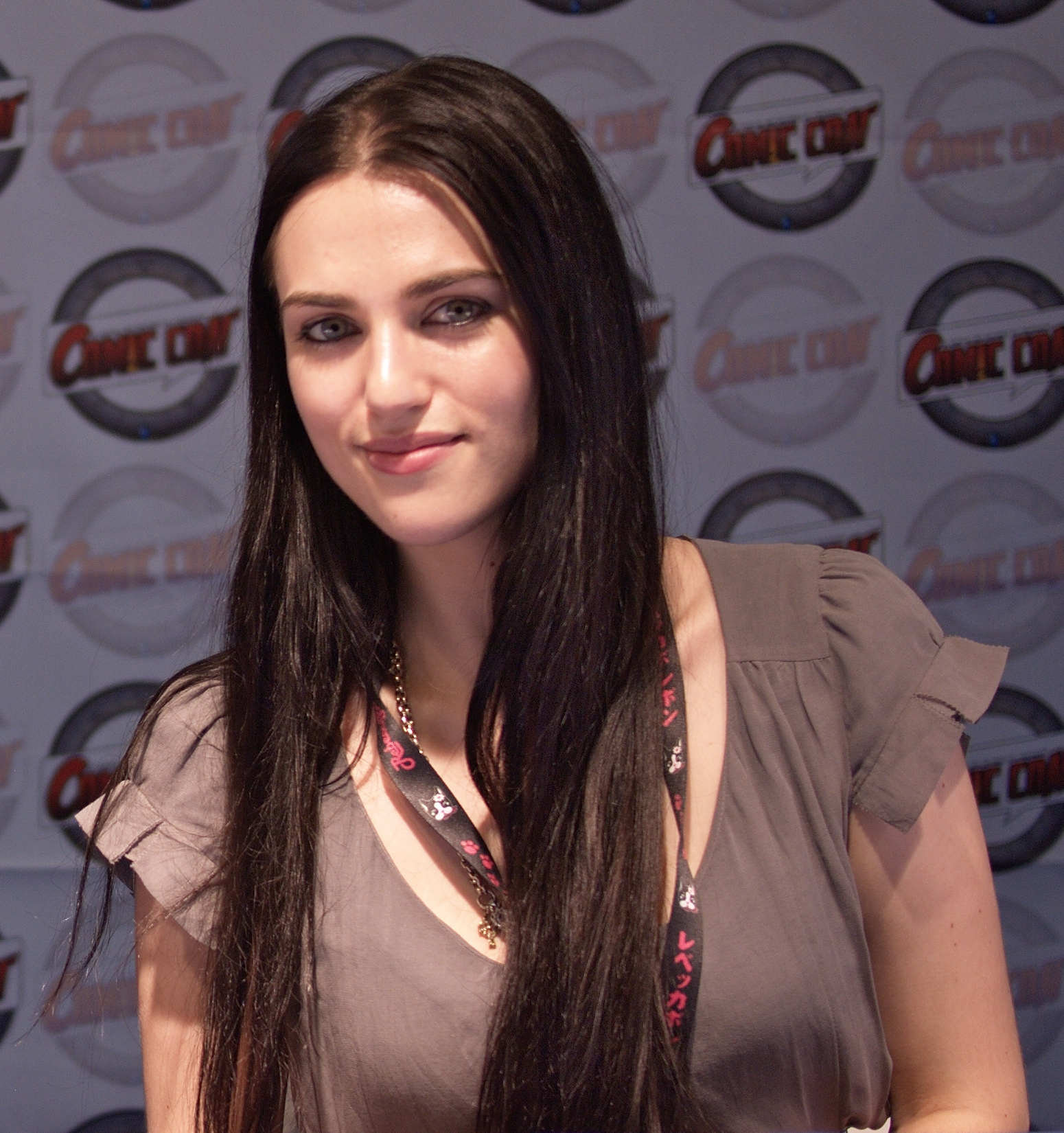
Katie McGrath (2010)

Katherine „Katie“ Elizabeth McGrath (* 3. Januar 1983 in Ashford, County Wicklow) ist eine irische Schauspielerin.

## Leben
Katie McGrath machte am Trinity College in Dublin einen Abschluss in Geschichtswissenschaft. Sie wollte als Modejournalistin tätig werden und arbeitete daher für die Studentenzeitschrift Image Magazine, bis sie einen Job als Garderobenassistentin bei der Serie Die Tudors bekam.
Während der Arbeit bei Die Tudors wurde ihr empfohlen, es mit der Schauspielerei zu versuchen. Sie schickte Fotos an irische Agenten und bekam eine kleine Rolle in der fünften Episode der zweiten Staffel der Tudors. 2008 trat sie auch in den Filmen Eden und Red Mist auf, bevor sie die Rolle der Morgana in der Serie Merlin – Die neuen Abenteuer erhielt.
Katie McGrath erschien außerdem auf Channel 4 in der Rolle der jungen Prinzessin Margaret in dem fünfteiligen Film The Queen, der das Leben von Elisabeth II. zeigt. 2011 spielte sie eine Hauptrolle an der Seite von Roger Moore in Eine Prinzessin zu Weihnachten. Darüber hinaus übernahm sie die Rolle der Thelma Furness im britischen Filmdrama W.E. und war 2012 in Das verlorene Labyrinth zu sehen. Im Februar 2013 erhielt sie eine Hauptrolle als Lucy Westenra in der NBC-Fernsehserie Dracula an der Seite von Jonathan Rhys Meyers.
2014 stand sie für den Film Jurassic World, den vierten Teil der Jurassic-Park-Reihe, vor der Kamera. Außerdem spielte sie in den Filmen Leading Lady und The Throwaways mit. 2015 drehte sie die erste Staffel der Fernsehserie Slasher, in der sie die Hauptrolle der Sarah Bennett übernahm. Die Erstveröffentlichung fand im März 2016 in den USA statt. Von 2016 bis 2021 stand sie in der US-amerikanischen The-CW-Superhelden-Serie Supergirl zunächst als Neben- und von der dritten bis zur finalen sechsten Staffel als Hauptfigur Lena Luthor, Schwester von Lex Luthor, vor der Kamera.
Weitere Projekte sind das Musical Buttons, das im Dezember 2018 veröffentlicht wurde, und der Film King Arthur: Legend of the Sword, der 2017 herauskam.

## Filmografie (Auswahl)

### Filme
- 2007: Pebble (Kurzfilm)
- 2007: Damage (Fernsehfilm)
- 2008: Eden
- 2008: Red Mist (Freakdog)
- 2011: W.E.
- 2011: Eine Prinzessin zu Weihnachten (A Princess for Christmas, Fernsehfilm)
- 2012: Das verlorene Labyrinth (Labyrinth, Fernsehfilm)
- 2014: Hauptsache Liebe – Eine Reise ins Glück (Leading Lady)
- 2015: Throwaways – Der einzige Ausweg (The Throwaways)
- 2015: Jurassic World
- 2017: King Arthur: Legend of the Sword
- 2018: Buttons

### Serien
- 2008: The Roaring Twenties (Miniserie)
- 2008: Die Tudors (The Tudors, Episode 2x05)
- 2008–2012: Merlin – Die neuen Abenteuer (Merlin, 65 Episoden)
- 2009: The Queen (Episode 1x01)
- 2013: Dates (Dates, Episode 1x04)
- 2013–2014: Dracula (10 Episoden)
- 2016: Slasher (8 Episoden)
- 2016–2017: Frontier (7 Episoden)
- 2016–2021: Supergirl (84 Episoden)
- 2019: Secret Bridesmaids’ Business (Miniserie, 6 Episoden)
- 2023: The Continental (The Continental: From the World of John Wick, 3 Episoden)

## Auszeichnungen
- 2009: Nominierung für die Goldene Nymphe beim Festival de Télévision de Monte-Carlo in der Kategorie Beste Darstellerin in einer Dramaserie für Merlin – Die neuen Abenteuer
- 2011: Nominierung für die Goldene Nymphe beim Festival de Télévision de Monte-Carlo in der Kategorie Beste Darstellerin in einer Dramaserie für Merlin – Die neuen Abenteuer
- 2018: Nominierung für den Teen Choice Award in der Kategorie Scene Stealer für Supergirl